# Steffen Skår Størseth
Steffen Skår Størseth, norveški veslač, * 26. april 1975. 
V Atlanti je nastopil kot član norveškega dvojnega dvojca, ki je osvojil srebrno medaljo. Njegov soveslač takrat je bil Kjetil Undset.